# Megan Phelps-Roper
Megan Phelps-Roper (nascida em janeiro de 1986) é uma ativista política norte-americana que anteriormente foi membro e porta-voz da Igreja Batista de Westboro, uma seita cristã calvinista categorizada por algumas organizações de vigilância como um grupo de ódio.   Sua mãe é Shirley Phelps-Roper, e seu avô é o fundador da igreja, Fred Phelps. Ela cresceu em Topeka, no Kansas, em um complexo com outros membros do grupo. Quando era criança, ela aprendeu a doutrina da Igreja e participou de piquetes contra a homossexualidade, a resposta americana aos ataques terroristas de 11 de setembro e os funerais de soldados americanos que morreram na Guerra do Afeganistão e na Guerra do Iraque. Em 2009, ela se tornou ativa no Twitter para pregar a doutrina da igreja. Phelps-Roper começou a duvidar de suas crenças quando os usuários do Twitter apontaram contradições na doutrina da Igreja e quando os presbíteros mudaram o processo de tomada de decisão.

## Biografia

### Infância na Igreja Batista de Westboro
Megan Phelps-Roper nasceu em 1985 ou 1986,  e é a filha mais velha de Shirley Phelps-Roper e Brent Roper.   Seu avô era Fred Phelps, o fundador da Igreja Batista de Westboro, uma seita cristã baseada na interpretação calvinista da Bíblia e categorizada pelo Southern Poverty Law Center como um grupo de ódio.   Seus pais lhe ensinaram a doutrina da seita desde tenra idade. Ela cresceu em um complexo em Topeka, no estado do Kansas, que pertencia a outros membros da igreja.   Quando Phelps-Roper tinha 13 anos, seu avô a batizou. 

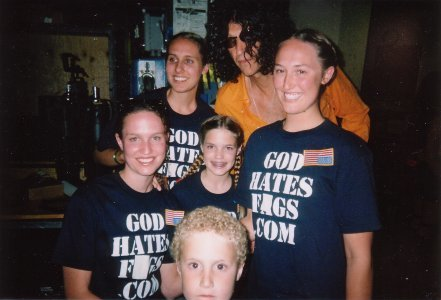
Phelps-Roper apareceu com sua família no Howard Stern Show, retratado aqui em 2004.

### Ativismo pós-Westboro
Phelps-Roper palestrou em festivais para grupos contra os quais ela havia protestado anteriormente, incluindo o Jewlicious Festival em Long Beach, na Califórnia,  e um festival cultural judaico em Montreal, no Canadá.  Em 2015, ela falou na Conferência de Liderança Juvenil da Liga Anti-Difamação.  Em 2017, Phelps-Roper apresentou uma palestra TED discutindo suas experiências crescendo dentro da igreja batista e sua decisão de sair.  Em 2017, ela apareceu no podcast The Joe Rogan Experience  e em 2018 apareceu no primeiro episódio de I Love You, America com Sarah Silverman. 